# Else Kienle
Else Ida Pauline Kienle, née le 26 février 1900 à Heidenheim an der Brenz (royaume de Wurtemberg) et morte le 19 juillet 1970 à Manhattan, est une médecin, écrivaine et réformatrice sexuelle allemande s'étant battue pour le droit à l'avortement en Allemagne. Elle est aussi considérée comme une pionnière de la chirurgie réparatrice.

## Biographie
Née en février 1900 à Heidenheim an der Brenz alors dans le royaume de Wurtemberg, elle est la fille d'Otto (1872-1946) et Elisabeth Kienle (née Zeller, 1873-1944). En grandissant, elle fréquente une gymnasium où elle est la seule fille. Elle est diplômée de l'université de médecine de Heidelberg puis travaille comme dermatologiste à l'hôpital de Stuttgart.
Le 20 février 1931, Kienle et le docteur Friedrich Wolf sont arrêtés pour avoir pratiqué plus d'une centaine d'avortement en application du paragraphe 128 — le paragraphe du code pénal allemand rendant l'avortement illégal sauf en cas d'urgence médicale. Placée en garde à vue pendant six semaines, elle subit chaque jour des interrogatoires de trois, quatre ou cinq heures qu'elle rend compte dans son journal mais est libérée sur parole après une grève de la faim de sept jours. Leur arrestation est considérée comme le catalyseur du mouvement de contestation de l'interdiction de l'avortement dans le pays. Après sa libération, Else Kienle se lance aussi dans le militantisme pour la suppression du paragraphe 128. Le 8 mars 1931, elles sont 3 000 à manifester à Berlin malgré l'interdiction puis elles sont 15 000 un mois plus tard au Sportpalast de Berlin. L'année suivante, elle publie Frauen: Aus dem Tagebuch einer Ärztin, un essai sur sa conception de l'accès des femmes à la contraception et l'avortement, texte qu'elle a commencé à écrire pendant son internement l'année précédente.
Redoutant d'être de nouveau arrêtée après avoir été déclarée comme coupable de haute trahison par le gouvernement nazi, elle fuit en France puis s'installe à New York où elle ouvre un cabinet de chirurgie plastique et de dermatologie, spécialisé notamment dans la chirurgie réparatrice. Elle est considérée comme une pionnière dans le domaine, principalement dans la chirurgie réparatrice mammaire et réalise la première opération de greffe mammaire sur un sein amputé. 
En 1952, elle fonde l'American Society for the Reduction of Cancer Casualties et publie son autobiographie en anglais Woman Surgeon: The Autobiography of Else K. La Roe en 1957. Elle meurt le 8 juin 1970 à New York et est enterrée dans l'Oklahoma.